# Raphael Chamizer

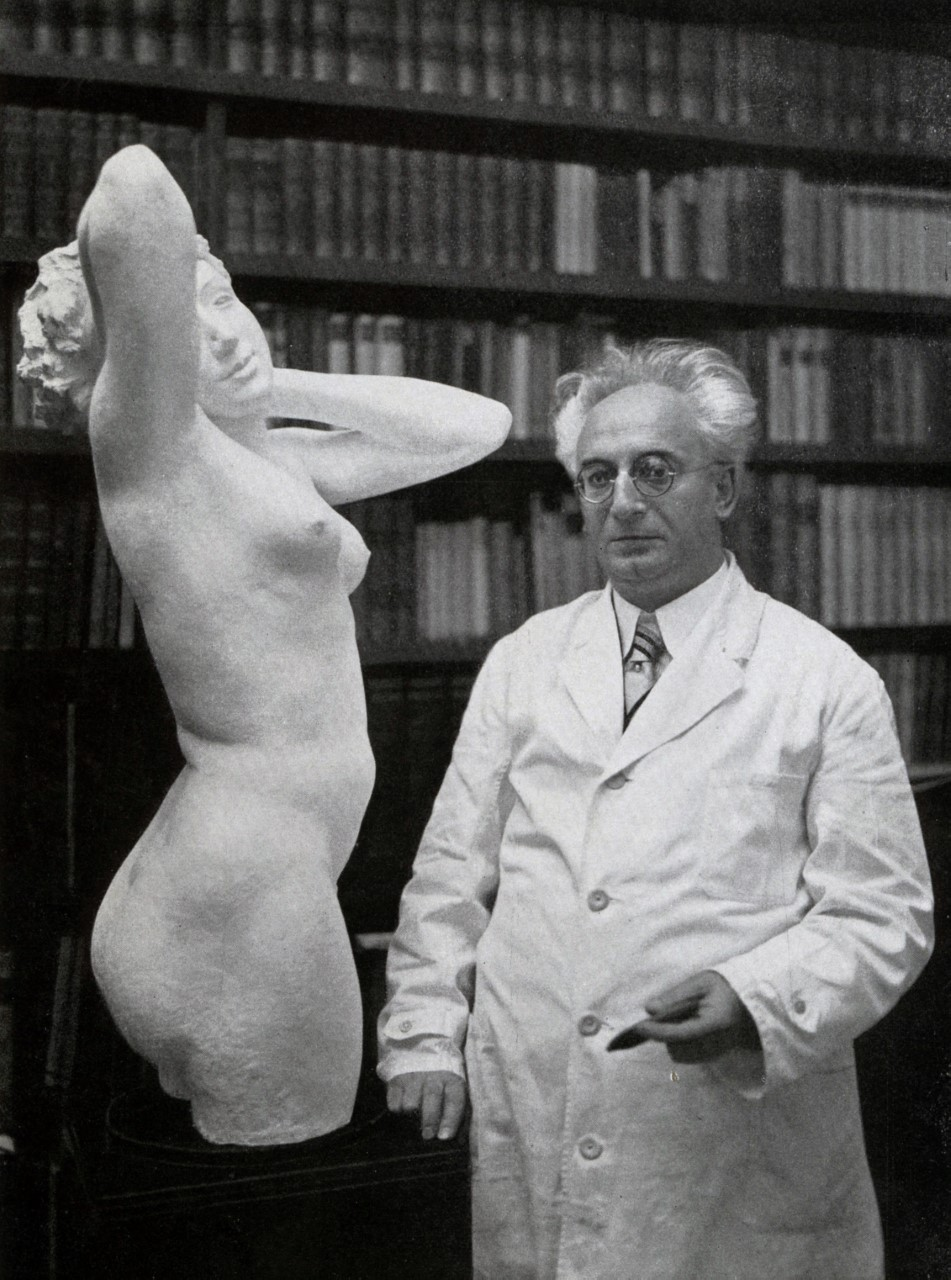
Raphael Chamizer, um 1935

Raphael Chamizer (hebräisch: רפאל חמיצר) (* 10. März 1882 in Leipzig; † 28. Oktober 1957 in Tel Aviv) war ein deutsch-israelischer Arzt, Illustrator und Bildhauer.

## Leben und Werk
Raphael Chamizer wurde am 10. März 1882 als Sohn des Orientalisten Moritz Chamizer (1847–1917) und dessen Ehefrau Agnes, geborene Schwarz (1855–1916), in eine Leipziger jüdische Familie geboren. Er war der Bruder des Juristen und Chemiefabrikanten Erwin Chamizer (1878–1916) und der in der Shoah ermordeten Lucie Löbl.
Chamizer studierte nach dem Besuch des städtischen Realgymnasiums ab 1902 an der Universität Leipzig Medizin. Er wurde 1908 zum Thema Über den physiologischen und pathologischen Zusammenhang zwischen den weiblichen Brustdrüsen und der Genitalsphäre promoviert und eröffnete im selben Jahr seine Praxis in der damaligen Zöllnerstraße 4 (heute: Emil-Fuchs-Straße) in Leipzig. Später erfolgte eine Facharztausbildung zum Internisten.
Er war Mitglied im Zionistischen Verein in Leipzig und 1909 Delegierter des 9. Zionistenkongresses in Hamburg. 1910 heiratete er die aus Eberswalde stammende Ella Hadassah Schwarz, aus der Ehe gingen zwei Kinder hervor. Raphael Chamizer hatte auch künstlerisch gewirkt. Gemeinsam mit dem Hebraisten Mojzis Woskin-Nahartabi brachte er das Lesebuch Liladenu für Kinder heraus, welches er im orientalisierenden Jugendstil illustrierte und in der Tradition der vom Leipziger Lehrerverein herausgegebenen Fibel Guck in die Welt stand. 1921 gab er einen Almanach und Kalender mit selbst gestalteten Vignetten für das jüdische Jahr 5682 heraus, Vorbild war hier der Jüdische Almanach von Berthold Feiwel.
Von einer Reise nach Florenz 1924 kehrte er beeindruckt von den dortigen Skulpturen Michelangelos zurück und beschloss, Bildhauer zu werden. Er richtete in seiner Villa Najork in der Bismarckstraße 22 (heute: Ferdinand-Lassalle-Straße) ein Atelier ein und schuf  als Autodidakt vor allem Büsten aus Bronze, Gips und Marmor. Mit dem Leipziger Kunstverein, in dem er auch Mitglied war, stellte er seine Werke trotz anfänglicher Zweifel aus, so im April 1927 im Rahmen der Gedächtnisausstellung für Lovis Corinth im Museum der bildenden Künste. 1931 bezog er für seine bildhauerische Arbeiten das ehemalige Atelier von Max Klinger in der Karl-Heine-Straße 6.
Mit der Verordnung über die Zulassung von Ärzten zur Tätigkeit bei den Krankenkassen im Dritten Reich verlor Chamizer 1935 die kassenärztliche Zulassung. 1938 gelang die Auswanderung der Familie nach Palästina, sie ließ sich in Tel Aviv nieder. Sein in Leipzig verbliebenes Eigentum wurde noch im selben Jahr versteigert. In Tel Aviv erwarb Chamizer eine ärztliche Zulassung und eröffnete 1940 eine internistische Praxis. Ein Jahr später wurden im Tel Aviv Museum of Art Werke von ihm ausgestellt. In den frühen 1950er Jahren erkrankte Chamizer schwer und musste seine medizinische und künstlerische Arbeit aufgeben. Raphael Chamizer starb 1957 in Tel Aviv (laut dem Rechtshistoriker Hubert Lang in Haifa).
Von den größeren bildhauerischen Arbeiten Chamizers sind nur zwei erhalten: die Bronzeplastik Hiob (1936, Tel Aviv Museum of Art) und die Skulptur Trauer (viele Jahre in der Trauerhalle des Neuen Israelitischen Friedhofs in Leipzig aufgestellt, heute in Privatbesitz eines Enkels).
Sein Sohn Immanuel Chamizer (1913–1948), der 35-jährig im Palästinakrieg fiel, war ebenfalls Künstler. Ein Enkel ist der in Israel sehr populäre Konzeptkünstler, Radio- und Fernsehmoderator, Journalist und Quizmaster Dan Chamizer (* 1947).

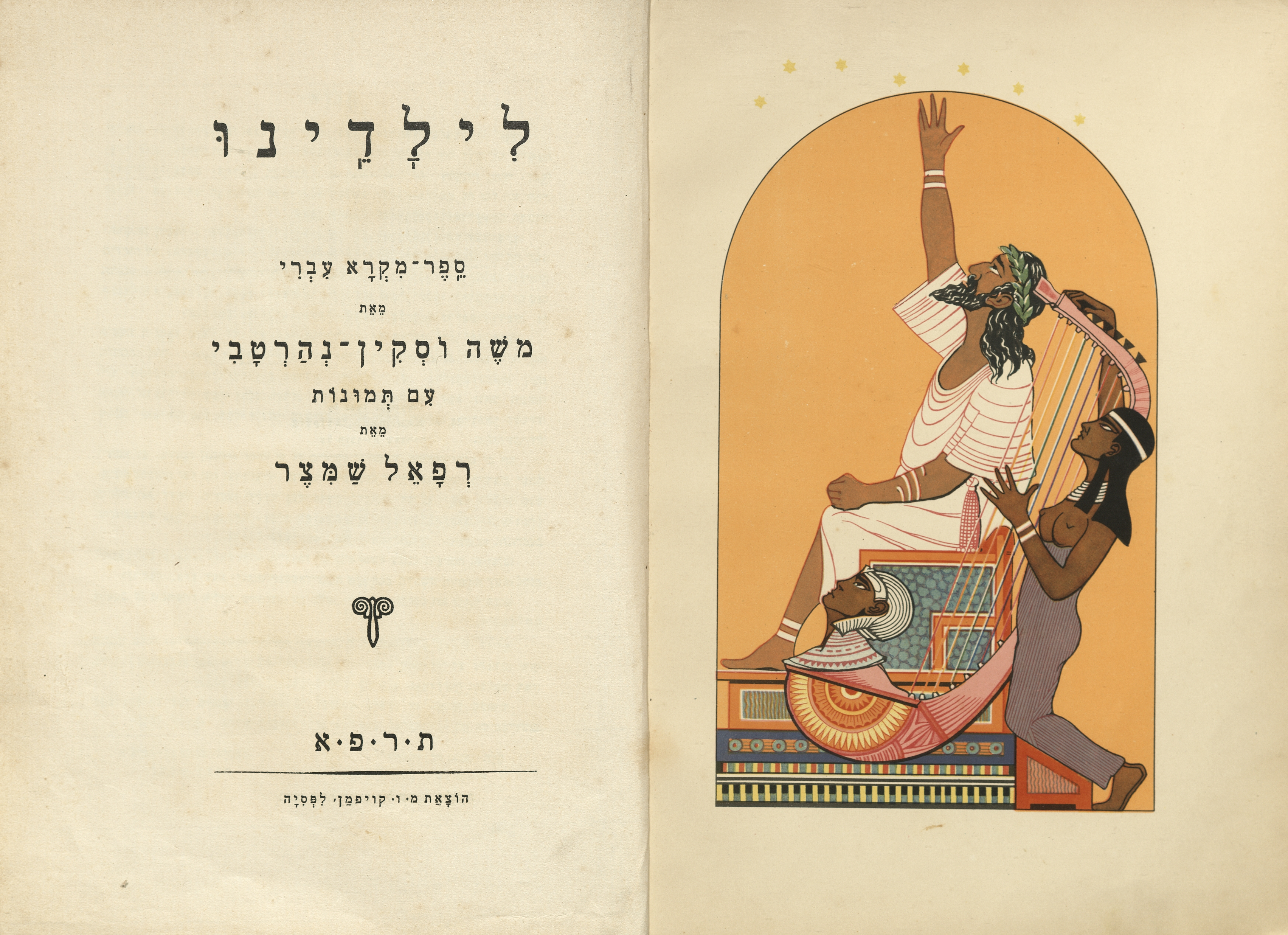
Titelblatt und Frontispiz von Liladenu, 1921

## Werke (als Illustrator)
- (als Hrsg. und Illustrator): Jüdischer Almanach. 5682. Moses Wolf Kaufmann, Leipzig 1921, DNB 010133259 (online beim Center for Jewish History).
- Mojzis Woskin-Nahartabi: Liladenu. Sefer-miḳra ʿivri. [לילדינו ספר-מקרא עברי. Für unsere Kinder]. Moses Wolf Kaufmann, Leipzig 1921, DNB 1004383584.

## Ausstellungen (Auswahl)
- 1927 in Leipzig: Museum der bildenden Künste, Leipziger Kunstverein (Plastiken von Raphael Chamizer)[9]
- 1941 in Tel Aviv: Tel Aviv Museum of Art (Gruppenausstellung zusammen mit Ludwig Schwerin und Joseph Kossonogi)[5]
- 1990 in Herzlia: Herzliya Museum of Contemporary Art (Early Eretz Israeli Sculpture 1906–1939, Gruppenausstellung)[5]
- 1993 in Leipzig: Krochhochhaus, Universität Leipzig und Ephraim Carlebach Stiftung (Leipziger jüdische bildende Künstler, Gruppenausstellung)[10]
- 2019 in Leipzig: Stadtgeschichtliches Museum Leipzig (L'dor v'dor. Von Generation zu Generation. Familie Chamizer aus Leipzig, Gruppenausstellung)[11]